# Maiduguri
Maiduguri is de hoofdstad van de deelstaat Borno in het noordoosten van Nigeria, vlak bij Tsjaad en Kameroen.
De stad had in 2007 naar schatting 1.200.000 inwoners. Daarvan is de meerderheid moslim, hoewel er ook een grote christelijke minderheid bestaat. De belangrijkste taal is het Hausa, net zoals in heel Noord-Nigeria. Daarnaast wordt door velen ook Engels, Kanuri en/of Arabisch gesproken.
Maiduguri is een relatief jonge stad. Hij werd pas in 1907 door de Britten gesticht als militaire post, maar groeide snel uit tot een van de grootste steden van het noorden van Nigeria.
De stad is de zetel van een rooms-katholiek bisdom.

## Spanningen
In het recente verleden is er regelmatig agressie van radicale moslims tegen christenen.
- In 2002 is de terreurorganisatie Boko Haram in Maiduguri opgericht.
- In 2006 was er een conflict naar aanleiding van de Deense Mohammedtekeningen, waarbij christenen werden vermoord en kerken verwoest.
- 25 december 2010 werden in Maiduguri twee kerken aangevallen, waarbij 5 doden vielen.
- Precies een jaar later, op 25 december 2012 werd er weer een aanslag op een kerk gepleegd, daarbij kwamen 6 mensen om het leven.